# Amnioblaste
 (décembre 2014).
L'amnioblaste est une couche de cellules aplaties séparant la cavité amniotique du Cytotrophoblaste,, dans l'embryon.
Selon la phrase où il se trouve, le mot "amnioblaste" peut aussi désigner une des cellules de cette membrane "amnioblaste". Comme les cellules de l'épiblaste, les amnioblastes expriment OCT4. Ils tapissent la face dorsale de la cavité amniotique et la face ventrale du trophoblaste. La cavité amniotique baigne donc la face ventrale des amnioblastes et la face dorsale du disque embryonnaire. La polarité dorso-ventrale de l'embryon humain devient visible à J5 quand le suicide, ou apoptose, de certaines cellules de la masse interne de l'embryon fait apparaître la vésicule ombilicale au pôle ventral de l'embryon.